# Campeonato Mundial de Ginástica Artística de 2013 - Barra fixa masculino
A competição da barra fixa masculino do Campeonato Mundial de Ginástica Artística de 2013 teve sua final disputada no dia 6 de outubro. A qualificatória que definiu os ginastas finalistas foi disputada em 30 de setembro e 1 de outubro.

## Medalhistas
| Ouro   | NED Epke Zonderland   |
| Prata  | GER Fabian Hambuechen |
| Bronze | JPN Kohei Uchimura    |

## Resultados

### Qualificatória
Esses são os resultados da qualificatória.
| Pos. | Ginasta                   | Total  | Nota |
| ---- | ------------------------- | ------ | ---- |
| 1    | JPN Kohei Uchimura        | 15,658 | Q    |
| 2    | GER Fabian Hambuechen     | 15,633 | Q    |
| 3    | NED Epke Zonderland       | 15,433 | Q    |
| 4    | USA Samuel Mikulak        | 15,366 | Q    |
| 5    | COL Jossimar Calvo Moreno | 15,166 | Q    |
| 6    | GER Andreas Bretschneider | 15,133 | Q    |
| 7    | JPN Kyohei Kato           | 15,075 | Q    |
| 8    | CHN Lin Chaopan           | 15,066 | Q    |
| 9    | CHN Zhou Shixiong         | 15,066 | R    |
| 10   | GBR Kristian Thomas       | 15,033 | R    |
| 11   | KOR Ga Ram Bae            | 14,866 | R    |

- Q - qualificado para a final
- R - reserva

### Final
Esses são os resultados da final.
| Pos. | Ginasta                   | Nota D | Nota E | Pen. | Total  |
| ---- | ------------------------- | ------ | ------ | ---- | ------ |
|      | NED Epke Zonderland       | 7,700  | 8,300  |      | 16,000 |
|      | GER Fabian Hambuechen     | 7,400  | 8,533  |      | 15,933 |
|      | JPN Kohei Uchimura        | 6,900  | 8,733  |      | 15,633 |
| 4    | USA Samuel Mikulak        | 6,900  | 8,666  |      | 15,566 |
| 5    | COL Jossimar Calvo Moreno | 7,200  | 8,266  |      | 15,466 |
| 6    | GER Andreas Bretschneider | 6,900  | 8,258  |      | 15,158 |
| 7    | JPN Ryohei Kato           | 6,400  | 8,625  |      | 15,025 |
| 8    | CHN Lin Chaopan           | 6,900  | 8,000  |      | 14,900 |